# Rudolph (Wisconsin)
Rudolph es una villa ubicada en el condado de Wood en el estado estadounidense de Wisconsin. En el Censo de 2010 tenía una población de 439 habitantes y una densidad poblacional de 142,8 personas por km².

## Geografía
Rudolph se encuentra ubicada en las coordenadas 44°29′50″N 89°48′6″O / 44.49722, -89.80167. Según la Oficina del Censo de los Estados Unidos, Rudolph tiene una superficie total de 3.07 km², de la cual 3.07 km² corresponden a tierra firme y (0%) 0 km² es agua.

## Demografía
Según el censo de 2010, había 439 personas residiendo en Rudolph. La densidad de población era de 142,8 hab./km². De los 439 habitantes, Rudolph estaba compuesto por el 97.27% blancos, el 0.23% eran afroamericanos, el 0.23% eran amerindios, el 0.23% eran asiáticos, el 0% eran isleños del Pacífico, el 1.37% eran de otras razas y el 0.68% pertenecían a dos o más razas. Del total de la población el 1.82% eran hispanos o latinos de cualquier raza.